# Conjecture de Dubner
La conjecture de Dubner est une conjecture énoncée par Harvey Dubner, mathématicien amateur américain spécialisé dans la recherche de grands nombres premiers, selon laquelle :
Si l'on appelle p-jumeau un nombre premier ayant un jumeau, alors tout nombre pair supérieur à 4208 est la somme de deux p-jumeaux.
Les nombres pairs qui font exception sont : 2, 4, 94, 96, 98, 400, 402, 404, 514, 516, 518, 784, 786, 788, 904, 906, 908, 1114, 1116, 1118, 1144, 1146, 1148, 1264, 1266, 1268, 1354, 1356, 1358, 3244, 3246, 3248, 4204, 4206, 4208.
Dubner a vérifié cette conjecture par logiciel pour tous les nombres pairs jusqu'à {\displaystyle 2\ \times \ 10^{11}}.
Si cette conjecture était démontrée, cela prouverait à la fois la conjecture de Goldbach (tout nombre pair est la somme de deux nombres premiers) et la conjecture des nombres premiers jumeaux (il existe une infinité de nombres premiers jumeaux).

## Généralisation
(août 2019).
- Si vous ne connaissez pas le sujet, laissez ce bandeau (vous pouvez alors contacter les auteurs).
- Si vous supprimez le contenu mis en cause (vous pouvez préalablement contacter les auteurs),

argumentez précisément cette suppression dans la page de discussion
(un manque de référence n'est pas un argument ; une recherche réelle de référence doit avoir été effectuée, être formellement documentée).
L'intérêt de la conjecture de Dubner par rapport à la conjecture de Goldbach, c'est qu'elle est plus exigeante, dans la mesure où les nombres premiers jumeaux sont plus rares que les nombres premiers.
Si on considère comme miraculeuse la conjecture de Goldbach, la conjecture de Dubner l'est encore plus.
En généralisant encore, voici quatre nouvelles conjectures dérivées, encore plus exigeantes :
Nommons min-jumeau le plus petit d'une paire de nombres premiers jumeaux, et max-jumeau le plus grand d'une paire de nombres premiers jumeaux.
- Tout nombre pair (assez grand) est la somme de deux min-jumeaux.
- Tout nombre pair (assez grand) est la somme de deux max-jumeaux.
- Tout nombre pair (assez grand) est la somme d'un min-jumeau et d'un max-jumeau, avec min-jumeau>max-jumeau.
- Tout nombre pair (assez grand) est la somme d'un min-jumeau et d'un max-jumeau, avec min-jumeau<max-jumeau.